# Адзенета-д'Албайда
Адзенета-д'Албайда, Адсанета-де-Альбайда (валенс. Atzeneta d'Albaida (офіційна назва), ісп. Adzaneta de Albaida) — муніципалітет в Іспанії, у складі автономної спільноти Валенсія, у провінції Валенсія. Населення — 1260 осіб (2010).

## Географія
Муніципалітет розташований на відстані близько 330 км на південний схід від Мадрида, 70 км на південь від Валенсії.

## Демографія
Динаміка населення (INE ):

## Галерея зображень

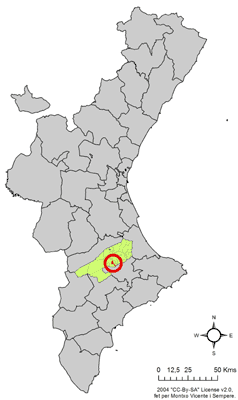
Розташування муніципалітету Адзенета-д'Албайда у автономній спільноті Валенсія
Розташування муніципалітету Адзенета-д'Албайда у комарці Вальє-де-Альбайда